# Oldsmobile L-Serie
La L-Serie è un'autovettura prodotta dall'Oldsmobile dal 1932 al 1938. Era il modello di punta del marchio.

## Storia
La vettura aveva installato un motore a valvole laterali e otto cilindri in linea da 3.933 cm³ di cilindrata che erogava 87 CV di potenza. Il propulsore era anteriore, mentre la trazione era posteriore. Il moto alle ruote posteriori era trasmesso tramite un albero di trasmissione. Il cambio era a tre rapporti e la frizione era monodisco a secco. I freni erano meccanici a tamburo sulle quattro ruote. Queste ultime originariamente erano a raggi in legno. Era offerta con carrozzeria berlina quattro porte, coupé due porte e cabriolet due porte.
Nel 1933 la L-Serie fu completamente rivista. La linea venne aggiornata, il passo aumentò e la potenza del motore crebbe a 90 CV. Nel 1934 ci furono pochi cambiamenti, mentre nel 1935 la vettura fu aggiornata in modo considerevole. Le portiere furono incernierate posteriormente per consentire una salita più comoda. La potenza del motore crebbe a 100 CV e il resto della meccanica restò immutata. Nel 1937 la linea fu aggiornata. Nell'occasione fu introdotto un motore da 4.211 cm³ e 110 CV. Il passo aumentò nuovamente e le ruote a raggi in legno furono sostituite da ruote a dischi d'acciaio. Nel 1938 la vettura rimase pressoché immutata.
Di L-Serie furono assemblati 168.253 esemplari.